# Campionato europeo delle nazioni 2014-2016 (rugby a 15)
Il Campionato europeo delle nazioni 2014-16 (in francese Championnat d'Europe des nations 2014-16) fu la 10ª edizione del campionato europeo delle nazioni, la 45ª edizione del torneo internazionale organizzato da Rugby Europe (nuovo nome assunto dal 2014 dalla FIRA - Associazione Europea di Rugby) e, relativamente alla sua prima divisione, il 44º e 45º campionato europeo di rugby a 15.
Si tenne dal 7 febbraio 2015 al 19 marzo 2016 tra 6 squadre che si affrontarono con la formula del girone unico con gare di andata e ritorno.
Fu l'ultima a essere disputata con la formula biennale; dal 2016 infatti la cadenza tornò a essere annuale per tutti i livelli della competizione e il torneo assunse il nome di Rugby Europe International Championships (Campionati internazionali Rugby Europe).

## Formula
Per ogni divisione del torneo la formula fu quella del girone unico con gare di andata e ritorno (nella prima annata del biennio le gare d'andata, nella seconda quelle del ritorno).
Limitatamente alla divisione 1.A, invece, il titolo di campione d'Europa fu assegnato su base annuale; la classifica aggregata biennale servì a determinare l'ultima squadra classificata, che retrocedette in divisione 1.B e fu rimpiazzata dalla vincitrice di quest'ultimo torneo.
L'edizione 2014-15 del torneo di prima divisione fu appannaggio della Georgia, che si aggiudicò così il suo 10º titolo europeo, 5º consecutivo; la stessa Georgia bissò il successo nell'edizione successiva; a retrocedere fu invece il Portogallo, sconfitto nell'ultimo incontro, quello decisivo, contro la Russia mentre la Germania pareggiava 17-17 contro la Spagna ed evitava l'ultimo posto in classifica.
Per quanto riguarda le divisioni inferiori, il Belgio guadagnò la promozione in prima divisione gruppo A, la Svizzera in prima divisione gruppo B mentre la Lituania, il Lussemburgo e la Bosnia ed Erzegovina salirono rispettivamente in seconda divisione gruppo A, B, e C; la Svezia lasciò il gruppo 1.B per tornare in seconda divisione A, Israele scese in seconda divisione B, l'Ungheria in seconda divisione C e la Danimarca in seconda divisione D.

## Squadre partecipanti
| Divisione 1.A | Divisione 1.B | Divisione 2.A | Divisione 2.B | Divisione 2.C | Divisione 2.D        |
| ------------- | ------------- | ------------- | ------------- | ------------- | -------------------- |
| Georgia       | Belgio        | Croazia       | Andorra       | Austria       | Bosnia ed Erzegovina |
| Germania      | Moldavia      | Israele       | Cipro         | Danimarca     | Bulgaria             |
| Portogallo    | Paesi Bassi   | Malta         | Lettonia      | Lussemburgo   | Finlandia            |
| Romania       | Polonia       | Rep. Ceca     | Lituania      | Serbia        | Norvegia             |
| Russia        | Svezia        | Svizzera      | Ungheria      | Slovenia      | Turchia              |
| Spagna        | Ucraina       |               |               |               |                      |

## Divisione 1.A

### Stagione 2014-15

#### 1ª giornata
| Arbitro: | Luke Pearce |

|              |      |                                                  |
| Appleton 42’ | mt   | 20’ Dascălu 36’ Macovei 47’ Dumbravă 66’ Apostol |
| Ávila 42’    | tr   | 20’, 36’, 47’, 66’ Calafeteanu                   |
| Ávila 26’    | c.p. | 3’, 12’, 25’ Calafeteanu                         |

| Arbitro: | Andrew McMenemy |

|                                                                        |      |                         |
| Recuerda Núñez 13’ Heredia 16’, 35’ Martín 21’, 59’ Rouet 48’ Nava 56’ | mt   | 39’ Antonov 79’ Ščerban |
| Dan Snee 13’, 35’, 48’, 56’                                            | tr   | 39’, 79’ Kušnarëv       |
|                                                                        | c.p. | 7’, 31’ Kušnarëv        |

| Arbitro: | Laurent Cardona |

|            |      |                                                                                                   |
| Liebig 26’ | mt   | 12’, 33’, 38’ Zhvania 16’, 59’ tecnica 39’, 63’ Todua 44’ Khmaladze 61’ Nemsadze 66’ Khutsishvili |
|            | tr   | 12’, 16’, 33’, 44’ Khmaladze 59’, 63’, 66’ Malaguradze                                            |
| Te Huia 2’ | drop |                                                                                                   |

#### 2ª giornata
| Arbitro: | Vlad Iordachescu |

|                                       |      |                               |
| Kacharava 1’                          | mt   |                               |
| Kvirikashvili 23’, 38’, 40’, 46’, 70’ | c.p. | 10’, 15’, 36’, 66’, 80’ Ávila |

| Arbitro: | David Wilkinson |

|                                                                   |      |           |
| Apostol 15’ Lucaci 36’ Ursache 61’ Calafeteanu 63’ Pristavita 75’ | mt   | 50’ Rouet |
| Calafeteanu 36’ Botezatu 75’                                      | tr   |           |
|                                                                   | c.p. | 6’ Rouet  |

| Arbitro: | Cédric Marchat |

|                      |      |                                                                 |
| Brenner 5’, 32’, 56’ | mt   | 20’, 79’ Artem'ev 24’ Sel'skij 61’, 74’ Kurašov 65’, 70’ Volkov |
| Hilsenbeck 32’, 56’  | tr   | 24’ Kušnarëv 61’, 65’, 79’ Gajsin                               |
| Hilsenbeck 1’        | c.p. | 68’ Gajsin                                                      |

#### 3ª giornata
| Arbitro: | Alexandre Ruiz |

|                   |      |                                  |
| Gola 24’          | mt   | 28’ Zhvania 80’ Kacharava        |
| Linklater 24’     | tr   | 28’, 80’ Kvirikashvili           |
| Linklater 1’, 38’ | c.p. | 12’, 35’, 57’, 65’ Kvirikashvili |

| Arbitro: | Ian Davies |

|                      |      |                      |
| Antonov 47’          | mt   | 21’ Calafeteanu      |
| Gajsin 47’           | tr   | 21’ Calafeteanu      |
| Gajsin 14’, 54’, 60’ | c.p. | 38’, 63’ Calafeteanu |

| Arbitro: | Giuseppe Vivarini |

|                      |      |                |
| Sousa 30’            | mt   |                |
| Bettencourt 76’, 80’ | c.p. | 55’ Hilsenbeck |

#### 4ª giornata
| Arbitro: | Neil Hennessy |

|                                          |      |  |
| Kacharava 71’ Zhvania 79’ Asieshvili 80’ | mt   |  |
| Kvirikashvili 71’, 79’, 80’              | tr   |  |
| Kvirikashvili 3’, 29’, 55’, 64’          | c.p. |  |

| Arbitro: | Matthew Carley |

|             |      |                        |
| Noronha 29’ | mt   | 1’ Goia 65’ Aubanell   |
| Foro 20’    | c.p. | 13’, 60’, 76’ Aubanell |

| Arbitro: | Lloyd Linton |

|                       |      |                           |
|                       | mt   | 20’ Apostol               |
| Te Huia 23’, 58’, 75’ | c.p. | 12’, 69’, 76’, 78’ Vlaicu |
| Garner 17’            | drop |                           |

#### 5ª giornata
| Arbitro: | Gary Conway |

|                              |      |                                       |
| Calafeteanu 15’ Dumbravă 67’ | c.p. | 25’, 33’, 37’, 45’, 64’ Kvirikashvili |

| Arbitro: | Ian Tempest |

|                          |      |            |
| Temnov 7’ Ščerban 59’    | mt   | 72’ Santos |
| Kušnarëv 7’              | tr   |            |
| Kušnarëv 19’, 41’, 80+4’ | c.p. |            |
|                          | drop | 25’ Costa  |

| Arbitro: | Claudio Blessano |

|                                                                            |      |                        |
| Goia 20’, 45’ Rouet 50’, 53’ Grammatico 64’ Barrera 66’ Recuerda Núñez 70’ | mt   | 59’ Manawatu 80’ Pilla |
| Linklater 45’, 50’, 64’, 66’, 70’                                          | tr   |                        |
| Linklater 12’                                                              | c.p. | 25’, 49’ Hilsenbeck    |

##### Classifica stagione 2014-15
|  | Classifica | G | V | N | P | PF  | PS  | P±   | B | PT |
|  | ---------- | - | - | - | - | --- | --- | ---- | - | -- |
|  | Georgia    | 5 | 5 | 0 | 0 | 158 | 42  | +116 | 1 | 21 |
|  | Romania    | 5 | 3 | 0 | 2 | 102 | 61  | +41  | 3 | 15 |
|  | Spagna     | 5 | 3 | 0 | 2 | 131 | 99  | +32  | 2 | 14 |
|  | Russia     | 5 | 3 | 0 | 2 | 103 | 119 | -16  | 1 | 13 |
|  | Portogallo | 5 | 1 | 0 | 4 | 44  | 79  | -35  | 1 | 5  |
|  | Germania   | 5 | 0 | 0 | 5 | 61  | 186 | -125 | 1 | 1  |

### Stagione 2015-16

#### 1ª giornata
| Arbitro: | Iñigo Atorrasagasti |

|                                            |      |                   |
| Shennan 16’, 55’ Nistor 43’, 60’ Rădoi 66’ | mt   | 25’ Diniz 29’ Uva |
| Vlaicu 16’, 43’, 55’, 66’                  | tr   | 25’, 29’ Guedes   |
| Vlaicu 34’, 52’                            | c.p. |                   |

| Arbitro: | Luke Pearce |

|                                |      |                               |
| Simplikevič 12’, 28’ Rudoj 76’ | mt   | 54’ Contardi 74’ tecnica      |
| Kušnarëv 12’, 28’              | tr   | 54’ Castiglioni 74’ Linklater |
| Kušnarëv 50’                   | c.p. | 8’, 40’ Linklater             |

| Arbitro: | Maxime Burlet |

| |    |          |
| Gorgadze 11’ Nariashvili 25’ Nemsadze 29’ Chkhaidze 39’ Tkhilaishvili 50’ Lonidze 57’, 65’ Khmaladze 69’ Sutiashvili 79’ | mt | 5’ Paine |
| Malaguradze 11’, 25’, 39’, 50’, 57’, 65’, 69’                                                                            | tr | 5’ Merz  |

#### 2ª giornata
| Arbitro: | Ian Davies |

|            |      |                                                                |
|            | mt   | 32’ Tkhilaishvili 32’ Kvirikashvili 41’ Zhvania 64’ Sharikadze |
|            | tr   | 32’, 41’, 64’ Kvirikashvili                                    |
| Guedes 21’ | c.p. | 19’ Kvirikashvili                                              |

| Arbitro: | Alexandre Ruiz |

|                    |      |                          |
| Ascarat 36’, 59’   | mt   | 27’ Macovei 45’ Popârlan |
| Linklater 36’      | tr   | 45’ Vlaicu               |
| Linklater 11’, 21’ | c.p. | 48’, 66’, 70’ Vlaicu     |

| Arbitro: | Matteo Liperini |

|                                                                                  |      |                     |
| Galinovskyij 17’ Gresev 23’ Rudoj 27’, 78’ Ščerban 46’ Kušnarëv 67’ Artem'ev 71’ | mt   | 54’ Otto 63’ Els    |
| Gajsin 17’, 27’ Kušnarëv 67’, 78’                                                | tr   | 54’, 63’ Hilsenbeck |
| Gajsin 13’                                                                       | c.p. | 19’, 29’ Hilsenbeck |

#### 3ª giornata
| Arbitro: | Ben Whitehouse |

|                                                                          |    |               |
| tecnica 9’ Kvirikashvili 28’, 51’ Todua 33’ Mchedlidze 55’ Kacharava 66’ | mt | 21’ Goia      |
| Kvirikashvili 9’, 28’, 33’, 55’                                          | tr | 21’ Griffiths |

| Arbitro: | Lloyd Linton |

|                                              |      |  |
| Burcea 28’ Vlaicu 41’ Macovei 64’ Rose 80+6’ | mt   |  |
| Vlaicu 41’, 80+6’                            | tr   |  |
| Vlaicu 44’, 61’                              | c.p. |  |

| Arbitro: | Frank Murphy |

|                                                                                 |      |                                                |
| von Grumbkow 14’ Otto 19’, 50’, 55’ Poppmeier 40’ tecnica 42’ H. v.d. Merwe 70’ | mt   | 3’ Appleton 53’ Diniz 58’ Noronha 80+2’ Guedes |
| Parkinson 14’, 19’, 40’, 42’, 55’, 70’                                          | tr   | 58’, 80+2’ Guedes                              |
| Parkinson 5’                                                                    | c.p. | 31’ Guedes                                     |

#### 4ª giornata
| Arbitro: | Matthew Carley |

|              |      |                                              |
| Gajsin 73’   | mt   | 20’ Mchedlidze 49’ Peikrishvili 62’ Nemsadze |
| Kušnarëv 73’ | tr   | 20’, 49’, 62’ Kvirikashvili                  |
|              | c.p. | 14’ Kvirikashvili                            |

| Arbitro: | Sean Gallagher |

|                                                  |      |            |
| Contardi 6’ Goia 16’ Auzqui 50’, 66’ Maïquez 79’ | mt   | 32’ Vareta |
| Linklater 6’, 50’, 66’, 79’                      | tr   | 32’ Guedes |
| Linklater 3’, 40+1’                              | c.p. |            |

| Arbitro: | Claudio Blessano |

|                                                                                     |      |              |
| Apostol 8’ Tonița 33’ Lucaci 37’ Burcea 44’ Kinikinilau 52’, 75’, 80+2’ Shennan 66’ | mt   | 70’ Schösser |
| Vlaicu 8’, 33’, 37’, 52’, 66’ Bratu 75’                                             | tr   | 70’ Bosch    |
| Vlaicu 15’, 24’, 59’                                                                | c.p. |              |

#### 5ª giornata
| Arbitro: | Tual Trianini |

|                                                                          |      |                      |
| Peikrishvili 3’, 38’ Todua 18’ Chkhaidze 43’ Nemsadze 57’ Asieshvili 80’ | mt   |                      |
| Kvirikashvili 3’, 38’, 43’ Malaguradze 80’                               | tr   |                      |
|                                                                          | c.p. | 13’, 31’, 35’ Vlaicu |

| Arbitro: | Thomas Charabas |

|                                      |      |                                                                            |
| Vilela 19’ Magalhães 35’ Cardoso 66’ | mt   | 14’ Artem'ev 30’, 58’ Simplikevič 40+2’, 51’ Rudoj 46’ Gresev 80+1’ Gajsin |
| Guedes 19’, 35’, 66’                 | tr   | 30’, 40+2’, 46’, 51’, 58’ Kušnarëv 80+1’ Janjuškin                         |
|                                      | c.p. | 25’, 41’ Kušnarëv                                                          |

| Arbitro: | Radu Petrescu |

|                             |      |                             |
| Otto 76’                    | mt   | 33’ Rouet                   |
| Parkinson 5’, 20’, 28’, 69’ | c.p. | 9’, 15’, 22’, 59’ Griffiths |

##### Classifica stagione 2015-16
|  | Classifica | G | V | N | P | PF  | PS  | P±   | B | PT |
|  | ---------- | - | - | - | - | --- | --- | ---- | - | -- |
|  | Georgia    | 5 | 5 | 0 | 0 | 188 | 33  | +155 | 4 | 24 |
|  | Romania    | 5 | 4 | 0 | 1 | 160 | 77  | +83  | 3 | 19 |
|  | Russia     | 5 | 3 | 0 | 2 | 128 | 115 | +13  | 2 | 14 |
|  | Spagna     | 5 | 1 | 1 | 3 | 101 | 105 | -4   | 3 | 9  |
|  | Germania   | 5 | 1 | 1 | 3 | 101 | 210 | -109 | 1 | 7  |
|  | Portogallo | 5 | 0 | 0 | 5 | 72  | 210 | -138 | 1 | 1  |

### Classifica combinata 2014-16
|               | Classifica | G  | V  | N | P | PF  | PS  | P±   | B | PT |
| ------------- | ---------- | -- | -- | - | - | --- | --- | ---- | - | -- |
|               | Georgia    | 10 | 10 | 0 | 0 | 346 | 75  | +271 | 5 | 45 |
|               | Romania    | 10 | 7  | 0 | 3 | 262 | 138 | +124 | 6 | 34 |
|               | Russia     | 10 | 6  | 0 | 4 | 231 | 234 | -3   | 3 | 27 |
|               | Spagna     | 10 | 4  | 1 | 5 | 232 | 204 | +28  | 5 | 23 |
|               | Germania   | 10 | 1  | 1 | 8 | 162 | 396 | -234 | 2 | 8  |
| Retrocessione | Portogallo | 10 | 1  | 0 | 9 | 124 | 310 | -186 | 2 | 6  |

## Divisione 1.B
| Arbitro: | Radu Petrescu |

|                                       |      |                         |
| Gasik 5’, 33’ Zeszutek 44’ Buczek 79’ | mt   | 18’ Edwards 68’ tecnica |
| Banaszek 5’, 33’, 44’                 | tr   | 18’, 68’ Erasmus        |
| Banaszek 77’                          | c.p. | 23’ Erasmus             |

| Arbitro: | Maxime Burlet |

|                        |      |            |
|                        | mt   | 64’ Mol    |
| Banaszek 10’, 13’, 73’ | c.p. | 17’ Koenen |

| Arbitro: | Graeme Wells |

|  |      |                                                                      |
|  | mt   | 6’, 32’ Krasnodemskyj 20’, 37’ Harkavyj 55’ Kosar'ev 80’ Vertyleskyj |
|  | tr   | 21’, 55’, 80’ Kosar'ev                                               |
|  | c.p. | 16’, 40’ Kosar'ev                                                    |
|  | drop | 40’ Vojtov                                                           |

| Arbitro: | Thomas Charabas |

|                                                                |      |                                |
| Chirilă 6’ Cavcaliuc 21’ Dorogan 32’ Gajion 65’ V. Cobîlaş 73’ | mt   | 12’ Krasnodemskyj 58’ Chomenko |
| Felston 32’, 65’                                               | tr   | 12’ Snisarenko                 |
|                                                                | c.p. | 18’ Snisarenko                 |

| Arbitro: | Giovanni Vivarini |

|                                                                      |      |                                  |
| Prepeliţă 7’, 32’, 65’, 75’ Gajion 16’ D. Arhip 21’, 42’ tecnica 29’ | mt   | 38’ Kwiatkowski 46’, 50’ Rokicki |
| Felston 16’ Golubenco 29’, 32’, 65’                                  | tr   | 38’, 46’ Banaszek                |
|                                                                      | c.p. | 4’, 40'+4’ Banaszek              |

| Arbitro: | Radu Petrescu |

|                                   |      |                |
| Berger 48’                        | mt   | 18’ Polyanskyj |
| Meeùs 48’                         | tr   | 18’ Vojtov     |
| Meeùs 4’, 40’, 54’, 71’, 77’, 80’ | c.p. | 45’ Šakura     |

| Arbitro: | Tomáš Tuma |

|                                                                                  |      |                 |
| Prepeliţă 11’, 22’, 63’ Romanov 43’, 47’, 69’ Gajion 34’ Artîc 55’ Voloșciuc 79’ | mt   | 71’ Chamberlain |
| Golubenco 11’, 22’, 34’, 43’, 55’, 63’                                           | tr   |                 |
|                                                                                  | c.p. | 9’ Gowland      |

| Arbitro: | Leo Colgan |

|                             |      |                                  |
| Mol 35’ v. Overeem 39’      | mt   | 15’ tecnica 27’, 80’ Lescarboura |
| Koenen 40’                  | tr   | 15’ Meeùs                        |
| Koenen 25’, 32’ Carroll 77’ | c.p. | 8’, 23’ Meeùs                    |

| Arbitro: | Paulo Duarte |

|                                 |      |                 |
| Danen 27’ Visser 40’ Koenen 72’ | mt   | 53’, 79’ Titica |
| Koenen 5’                       | c.p. |                 |

| Arbitro: | Iñigo Atorrasagasti |

|                            |      |                        |
| C. Debaty 17’ Demolder 35’ | mt   | 42’ Titica 57’ Cobîlaș |
| Williams 17’, 35’          | tr   | 42’, 57’ Petrache      |
| Williams 47’               | c.p. |                        |

| Arbitro: | Ben Whithouse |

| |      |               |
| Demolder 7’, 36’ Lescarboura 10’, 46’ K. Williams 18’ Miriallakis 22’, 27’, 39’ Piron 54’, 74’ Sensee 59’ | mt   | 25’ Austa     |
| K. Williams 7’, 10’, 22’, 27’, 39’, 46’, 54’, 74’                                                         | tr   | 25’ Nilserius |
| | c.p. | 15’ Edwards   |

| Arbitro: | Matteo Liperini |

|                                                                                           |      |                          |
| Reynaert 2’, 24’ Piron 8’ Lescarboura 40’ Billi 51’ Dubois 56’ Boucar 74’ K. Williams 76’ | mt   | 67’ Bartoszek 70’ Perzak |
| Piron 8’, 24’ Meeùs 51’, 56’, 74’                                                         | tr   | 67’, 70’ Banaszek        |
| Piron 29’                                                                                 | c.p. | 33’, 36’ Banaszek        |
|                                                                                           | drop | 18’ Poplawski            |

| Arbitro: | Tomáš Tůma |

|                             |      |                         |
| Rokicki 3’                  | mt   | 9’ Kramarenko 51’ Čajka |
|                             | tr   | 9’, 51’ Kosarev         |
| Banaszek 21’, 28’, 56’, 69’ | c.p. | 14’, 84’ Kosarev        |

| Arbitro: | Patrick Péchambert |

|                                          |      |              |
| Ponomarenko 56’ Harkavyj 70’ Kosarev 78’ | mt   | 56’ Mambo    |
|                                          | tr   | 57’ van Osch |
|                                          | c.p. | 3’ Carroll   |
| Kosarev 52’                              | drop |              |

| Arbitro: | Iñigo Atorrasagasti |

|                                            |    |                         |
| Roovers 7’ Beakey 41’ Koenen 66’ Mambo 66’ | mt | 21’ Rappestad 62’ Eaton |
| Koenen 41’ van Osch 66’                    | tr | 21’ Eaton 62’ Erasmus   |

| Arbitro: | D. Jones |

|                    |      |                                               |
| Gowland 8’         | mt   | 20’, 68’ Gruszczynski 33’ Bobryk 65’ Rakowski |
|                    | tr   | 20’, 33’, 68’ Banaszek                        |
| Johansson 46’, 51’ | c.p. | 23’ Banaszek                                  |

| Arbitro: | Stuart Gaffikin |

|                            |      |                                                                        |
| Gowland 32’ Darbyshire 47’ | mt   | 22’, 40’ Lescarboura 36’ Corradi 44’ Vocea 55’, 65’ tecnica 58’ Sensee |
| Erasmus 32’, 47’           | tr   | 36’, 40’, 55’, 58’, 65’ Piron                                          |
| Erasmus 8’, 18’            | c.p. | 4’ Piron                                                               |

| Arbitro: | Radu Petrescu |

|                     |      |                        |
| Gar'kavyj 8’, 80+1’ | mt   | 49’ Lescarboura        |
| Kosarev 8’, 80+1’   | tr   | 49’ Williams           |
| Kosarev 13’         | c.p. | 20’, 46’, 54’ Williams |

| Arbitro: | Vlad Iordachescu |

|                                             |      |                            |
| Cerkovnyj 22’, 39’ Suchych 75’ Kirsanov 80’ | mt   | 43’ Bartoszek 55’ Szrejber |
| Kosarev 22’, 80’                            | tr   | 43’, 55’ Banaszek          |
| Kosarev 7’, 46’                             | c.p. |                            |

| Arbitro: | Tomáš Tuma |

|           |      |                                  |
| Sharp 76’ | mt   | 6’, 54’ Titica 8’, 37’ Prepelita |
| Sharp 76’ | tr   | 6’ Golubenco                     |
|           | c.p. | 11’ Golubenco                    |

| Arbitro: | Aitor Atorrasagasti |

|                         |      |                          |
| Sirocki 71’ Wilczuk 74’ | mt   | 55’ Castravet 78’ Gajion |
| Banaszek 74’            | tr   | 55’, 77’ Petrache        |
| Banaszek 13’, 46’       | c.p. |                          |

| Arbitro: | Vlad Iordachescu |

|                                                   |      |            |
| Lescarboura 7’ Williams 25’ tecnica 74’ Benoy 78’ | mt   | 53’ Twigt  |
| Williams 7’, 25’ C. Debaty 74’                    | tr   |            |
| Williams 31’ C. Debaty 58’                        | c.p. | 12’ Volker |

| Arbitro: | Elia Rizzo |

|                         |      |             |
|                         | mt   | 80+1’ Benoy |
|                         | tr   | 80+1’ Meeùs |
| Golubenco 23’, 43’, 73’ | c.p. | 25’ Meeùs   |

| Arbitro: | Ian Tempest |

|               |      |                               |
| Gasik 42’     | mt   | 14’ Lescarboura 76’ Tom Cocqu |
|               | tr   | 14’ Meeùs                     |
| Gasik 7’, 66’ | c.p. | 3’, 33’, 60’ Meeùs            |

| Arbitro: | Tomáš Tuma |

|                                     |      |                      |
| Ungureanu 32’ Romanov 43’ Arhip 53’ | mt   | 76’ Beakey 79’ Danen |
| Golubenco 33’, 54’                  | tr   |                      |
| Golubenco 8’                        | c.p. | 5’ Carroll           |

| Arbitro: | Frank Himmer |

|                                                                      |      |                        |
| Altink 23’ Danen 32’ Roovers 44’ Mambo 64’ Rademaker 78’ Povel 80+2’ | mt   | 19’ Bobryk 70’ Nowicki |
| Koenen 44’, 80+2’                                                    | tr   |                        |
| Carroll 2’, 14’                                                      | c.p. | 11’ Kępa 29’ Gasik     |

| Arbitro: | Paulo Duarte |

|                                |      |              |
| Ponomarenko 17’ Lytvynenko 80’ | mt   | 50’ Ensta    |
| Kosarev 17’, 80’               | tr   | 50’ Murphy   |
| Kosarev 40’, 42’, 48’          | c.p. | 14’ Rissanen |

| Arbitro: | Graeme Wells |

|                                 |      |                                          |
| Viguurs 12’, 40’ Twigt 62’, 79’ | mt   | 34’ Kirsanov 46’, 52’ Orlov 70’ Huryl'ov |
| Koenen 12’, 40’                 | tr   | 34’, 52’ Kosarev                         |
| Koenen 9’                       | c.p. | 22’ Kosarev                              |
|                                 | drop | 80’ Cerkovnyj                            |

| Arbitro: | Sam Grove-White |

|                     |      |                             |
| Burke 51’, 61’, 64’ | mt   | 3’ Mambo 27’ Stew 47’ Twigt |
| Gowland 64’         | tr   | 27’, 47’ Koenen             |
| Erasmus 15’, 34’    | c.p. | 17’ Koenen                  |
|                     | drop | 71’ Koenen                  |

| Arbitro: | Cédric Marchant |

|                                                        |      |                      |
| Radčuk 23’, 29’ Deliėrgiev 34’ Kravčenko 60’ Čajka 74’ | mt   | 45’ tecnica 69’ Mahu |
| Kosarev 23’, 29’, 74’ Ponomarenko 45’                  | tr   | 45’, 69’ Golubenco   |
| Kosarev 10’                                            | c.p. | 6’ Golubenco         |

### Classifica divisione 1.B
|               | Classifica  | G  | V | N | P  | PF  | PS  | P±   | B | PT |
| ------------- | ----------- | -- | - | - | -- | --- | --- | ---- | - | -- |
|               | Belgio      | 10 | 9 | 0 | 1  | 316 | 143 | +173 | 5 | 41 |
|               | Ucraina     | 10 | 8 | 0 | 2  | 244 | 165 | +79  | 4 | 36 |
|               | Moldavia    | 10 | 5 | 0 | 5  | 245 | 167 | +78  | 7 | 27 |
|               | Paesi Bassi | 10 | 4 | 0 | 6  | 194 | 197 | -3   | 6 | 22 |
|               | Polonia     | 10 | 4 | 0 | 6  | 191 | 262 | -71  | 2 | 18 |
| Retrocessione | Svezia      | 10 | 0 | 0 | 10 | 120 | 376 | -256 | 1 | 1  |

## Divisione 2

### Divisione 2.A
| Data       | Incontro             | Risultato | Sede     |
| ---------- | -------------------- | --------- | -------- |
| 25-10-2014 | Israele ― Svizzera   | 18-29     | Netanya  |
| 1-11-2014  | Svizzera ― Rep. Ceca | 14-27     | Nyon     |
| 1-11-2014  | Malta ― Croazia      | 31-26     | Paola    |
| 8-11-2014  | Rep. Ceca ― Malta    | 27-13     | Praga    |
| 8-11-2014  | Croazia ― Israele    | 31-20     | Spalato  |
| 11-4-2015  | Croazia ― Rep. Ceca  | 9-12      | Zagabria |
| 18-4-2015  | Israele ― Malta      | 13-16     | Netanya  |
| 18-4-2015  | Svizzera ― Croazia   | 40-20     | Monthey  |
| 25-4-2015  | Malta ― Svizzera     | 20-23     | Gozo     |
| 25-4-2015  | Rep. Ceca ― Israele  | 26-26     | Praga    |
| 24-10-2015 | Rep. Ceca ― Svizzera | 14-20     | Vyškov   |
| 7-11-2015  | Israele ― Croazia    | 21-26     | Netanya  |
| 14-11-2015 | Svizzera ― Israele   | 28-3      | Ginevra  |
| 14-11-2015 | Croazia ― Malta      | 34-27     | Spalato  |
| 21-11-2015 | Malta ― Rep. Ceca    | 13-20     | Paola    |
| 2-4-2016   | Israele ― Rep. Ceca  | 19-40     | Netanya  |
| 9-4-2016   | Svizzera ― Malta     | 29-3      | Friburgo |
| 9-4-2016   | Rep. Ceca ― Croazia  | 26-5      | Havířov  |
| 16-4-2016  | Malta ― Israele      | 30-9      | Paola    |
| 16-4-2016  | Croazia ― Svizzera   | 15-40     | Zagabria |

|               | Classifica | G | V | N | P | PF  | PS  | P±   | B | PT |
| ------------- | ---------- | - | - | - | - | --- | --- | ---- | - | -- |
|               | Svizzera   | 8 | 7 | 0 | 1 | 223 | 120 | +103 | 5 | 33 |
|               | Rep. Ceca  | 8 | 6 | 1 | 1 | 192 | 119 | +73  | 6 | 32 |
|               | Croazia    | 8 | 3 | 0 | 5 | 166 | 217 | -51  | 5 | 17 |
|               | Malta      | 8 | 3 | 0 | 5 | 153 | 181 | -28  | 4 | 16 |
| Retrocessione | Israele    | 8 | 0 | 1 | 7 | 129 | 226 | -97  | 2 | 4  |

### Divisione 2.B
| Data       | Incontro            | Risultato | Sede           |
| ---------- | ------------------- | --------- | -------------- |
| 18-10-2014 | Andorra ― Lituania  | 15-34     | Andorra        |
| 25-10-2014 | Lituania ― Ungheria | 38-29     | Vilna          |
| 1-11-2014  | Cipro ― Andorra     | 30-10     | Pafo           |
| 2-11-2014  | Ungheria ― Lettonia | 14-16     | Esztergom      |
| 22-11-2014 | Lettonia ― Cipro    | 39-20     | Riga           |
| 29-3-2015  | Ungheria ― Cipro    | 15-17     | Százhalombatta |
| 4-4-2015   | Andorra ― Ungheria  | 23-18     | Andorra        |
| 25-4-2015  | Lituania ― Lettonia | 46-11     | Vilna          |
| 2-5-2015   | Lettonia ― Andorra  | 5-14      | Riga           |
| 2-5-2015   | Cipro ― Lituania    | 20-26     | Pafo           |
| 24-10-2015 | Ungheria ― Lituania | 15-37     | Esztergom      |
| 31-10-2015 | Lituania ― Andorra  | 49-17     | Šiauliai       |
| 31-10-2015 | Lettonia ― Ungheria | 31-10     | Riga           |
| 7-11-2015  | Cipro ― Lettonia    | 3-31      | Pafo           |
| 28-11-2015 | Andorra ― Cipro     | 22-13     | Andorra        |
| 26-3-2016  | Andorra ― Lettonia  | 10-34     | Andorra        |
| 9-4-2016   | Cipro ― Ungheria    | 15-3      | Pafo           |
| 16-4-2016  | Lettonia ― Lituania | 37-7      | Riga           |
| 23-4-2016  | Lituania ― Cipro    | 47-15     | Vilna          |
| 14-5-2016  | Ungheria ― Andorra  | 10-28     | Esztergom      |

|               | Classifica | G | V | N | P | PF  | PS  | P±   | B | PT |
| ------------- | ---------- | - | - | - | - | --- | --- | ---- | - | -- |
|               | Lituania   | 8 | 7 | 0 | 1 | 284 | 159 | +125 | 7 | 35 |
|               | Lettonia   | 8 | 6 | 0 | 2 | 212 | 124 | +88  | 5 | 29 |
|               | Andorra    | 8 | 4 | 0 | 4 | 139 | 193 | -54  | 1 | 17 |
|               | Cipro      | 8 | 3 | 0 | 5 | 133 | 193 | -60  | 1 | 13 |
| Retrocessione | Ungheria   | 8 | 0 | 0 | 8 | 114 | 213 | -99  | 4 | 4  |

### Divisione 2.C
| Data       | Incontro                | Risultato | Sede        |
| ---------- | ----------------------- | --------- | ----------- |
| 11-10-2014 | Austria ― Danimarca     | 29-27     | Vienna      |
| 18-10-2014 | Slovenia ― Serbia       | 48-3      | Lubiana     |
| 25-10-2014 | Serbia ― Lussemburgo    | 0-36      | Belgrado    |
| 25-10-2014 | Danimarca ― Slovenia    | 10-16     | Odense      |
| 8-11-2014  | Lussemburgo ― Austria   | 18-13     | Lussemburgo |
| 18-4-2015  | Serbia ― Austria        | 22-3      | Belgrado    |
| 18-4-2015  | Slovenia ― Lussemburgo  | 11-14     | Maribor     |
| 25-4-2015  | Danimarca ― Serbia      | 22-25     | Odense      |
| 25-4-2015  | Austria ― Slovenia      | 16-17     | Vienna      |
| 9-5-2015   | Lussemburgo ― Danimarca | 13-5      | Lussemburgo |
| 10-10-2015 | Danimarca ― Austria     | 25-31     | Odense      |
| 24-10-2015 | Austria ― Lussemburgo   | 6-34      | Vienna      |
| 7-11-2015  | Serbia ― Slovenia       | 17-33     | Belgrado    |
| 14-11-2015 | Slovenia ― Danimarca    | 21-16     | Lubiana     |
| 14-11-2015 | Lussemburgo ― Serbia    | 30-24     | Lussemburgo |
| 9-4-2016   | Austria ― Serbia        | 12-26     | Vienna      |
| 16-04-2016 | Serbia ― Danimarca      | 23-20     | Belgrado    |
| 30-4-2016  | Danimarca ― Lussemburgo | 14-19     | Odense      |
| 7-5-2016   | Slovenia ― Austria      | 38-23     | Lubiana     |
| 14-5-2016  | Lussemburgo ― Slovenia  | 29-10     | Lussemburgo |

|               | Classifica  | G | V | N | P | PF  | PS  | P±   | B | PT |
| ------------- | ----------- | - | - | - | - | --- | --- | ---- | - | -- |
|               | Lussemburgo | 8 | 8 | 0 | 0 | 193 | 83  | +110 | 3 | 35 |
|               | Slovenia    | 8 | 6 | 0 | 2 | 194 | 128 | 66   | 4 | 28 |
|               | Serbia      | 8 | 4 | 0 | 4 | 140 | 204 | -64  | 2 | 18 |
|               | Austria     | 8 | 2 | 0 | 6 | 133 | 207 | -74  | 3 | 11 |
| Retrocessione | Danimarca   | 8 | 0 | 0 | 8 | 139 | 177 | -38  | 8 | 8  |

### Divisione 2.D
| Data       | Incontro                         | Risultato | Sede      |
| ---------- | -------------------------------- | --------- | --------- |
| 4-10-2014  | Finlandia ― Norvegia             | 32-10     | Helsinki  |
| 4-10-2014  | Bosnia ed Erzegovina ― Bulgaria  | 59-12     | Zenica    |
| 18-10-2014 | Norvegia ― Finlandia             | 20-12     | Oslo      |
| 25-10-2014 | Turchia ― Bosnia ed Erzegovina   | 25-34     | Edirne    |
| 1-11-2014  | Bulgaria ― Turchia               | 26-19     | Sofia     |
| 25-4-2015  | Turchia ― Bulgaria               | 28-26     | Adalia    |
| 25-4-2015  | Bosnia ed Erzegovina ― Finlandia | 29-7      | Zenica    |
| 9-5-2015   | Bosnia ed Erzegovina ― Norvegia  | 16-10     | Zenica    |
| 23-5-2015  | Finlandia ― Turchia              | 20-12     | Helsinki  |
| 23-5-2015  | Norvegia ― Bulgaria              | 43-0      | Bergen    |
| 3-10-2015  | Finlandia ― Bosnia ed Erzegovina | 6-12      | Helsinki  |
| 3-10-2015  | Bulgaria ― Norvegia              | 15-16     | Burgas    |
| 17-10-2015 | Bosnia ed Erzegovina ― Turchia   | 24-21     | Zenica    |
| 24-10-2015 | Bulgaria ― Finlandia             | 34-15     | Sofia     |
| 16-4-2016  | Norvegia ― Bosnia ed Erzegovina  | 17-33     | Oslo      |
| 23-4-2016  | Turchia ― Finlandia              | 45-12     | Smirne    |
| 30-4-2016  | Turchia ― Norvegia               | 21-7      | Adalia    |
| 7-5-2016   | Norvegia ― Turchia               | 28-24     | Stavanger |
| 7-5-2016   | Bulgaria ― Bosnia ed Erzegovina  | 15-23     | Sofia     |
| 28-5-2016  | Finlandia ― Bulgaria             | 24-13     | Helsinki  |

|               | Classifica           | G | V | N | P | PF  | PS  | P±   | B | PT |
| ------------- | -------------------- | - | - | - | - | --- | --- | ---- | - | -- |
|               | Bosnia ed Erzegovina | 8 | 8 | 0 | 0 | 230 | 113 | +117 | 4 | 36 |
|               | Norvegia             | 8 | 4 | 0 | 4 | 151 | 153 | -2   | 3 | 19 |
|               | Turchia              | 8 | 3 | 0 | 5 | 195 | 177 | +18  | 5 | 17 |
|               | Finlandia            | 8 | 3 | 0 | 5 | 128 | 175 | -47  | 3 | 15 |
| Retrocessione | Bulgaria             | 8 | 2 | 0 | 6 | 141 | 227 | -86  | 4 | 12 |